# Сяотин
Сяоти́н (кит. упр. 猇亭, пиньинь Xiāotíng, буквально: «павильон звериного рычания») — район городского подчинения городского округа Ичан провинции Хубэй (КНР).

## История
Исторически эти места входили в состав уезда Иду. После образования КНР на этих землях был создан район Гулаобэй (古老背区). В 1982 году он был передан в состав уезда Чжицзян, и при этом переименован в Сяотин.
В 1993 году на этих землях был образован Сяотинский район экономического и технического развития. В 1994 году он был выведен из состава уезда и передан под непосредственное управление властей городского округа. В 1995 году здесь был образован район городского подчинения.

## Административное деление
Район делится на 3 уличных комитета.